# گوروایور
گوروایور (به انگلیسی: Guruvayur) یک منطقهٔ مسکونی در هند است که در بخش تریسور واقع شده‌است. گوروایور ۱۲٫۴۱ کیلومتر مربع مساحت و ۲۰٬۵۱۰ نفر جمعیت دارد و ۱۱٫۰۰ متر بالاتر از سطح دریا واقع شده‌است.